# Estádio Luso Brasileiro
Het Estádio Luso Brasileiro, ook bekend als Estádio da Ilha do Governador of Arena Botafogo is een voetbalstadion op het eiland Governador, dat behoort tot de stad Rio de Janeiro. 

## Geschiedenis
Het stadion werd gebouwd in 1965 en werd ingehuldigd op 2 oktober van dat jaar. Het stadion had oorspronkelijk een capaciteit van 5.000 omdat bespeler Portuguesa een kleinere club was. Toen het Maracanã in 2005 gerenoveerd werd voor de Pan-Amerikaanse Spelen 2007 werd ook dit stadion onder handen genomen met de hulp van het bedrijf Petrobras, de staat Rio de Janeiro en de voetbalclubs Flamengo en Botafogo. De capaciteit werd van 5.000 naar 30.000 gebracht met een tijdelijke stalen constructie en het stadion was de thuisbasis van Botafogo en Flamengo in het seizoen 2005. Het stadion heette toen Arena Petrobras.
In 2016 wilde Botafogo het stadion opnieuw gebruiken omdat het eigen Engenhão klaargemaakt werd om de Olympische Spelen te ontvangen. De capaciteit werd nu op 17.250 gebracht. In 2017 zal ook Flamengo er opnieuw spelen.